# Amidina
Amidinas são uma classe de derivados de oxiácidos.
O oxiácido do qual uma amidina é derivado deve ser da forma RnE(=O)OH, onde R é um substituinte. O grupo −OH é substituído por um grupo −NH2 e o grupo =O é substituído por =NR, dando amidinas com a estrutura geral RnE(=NR)NR2.

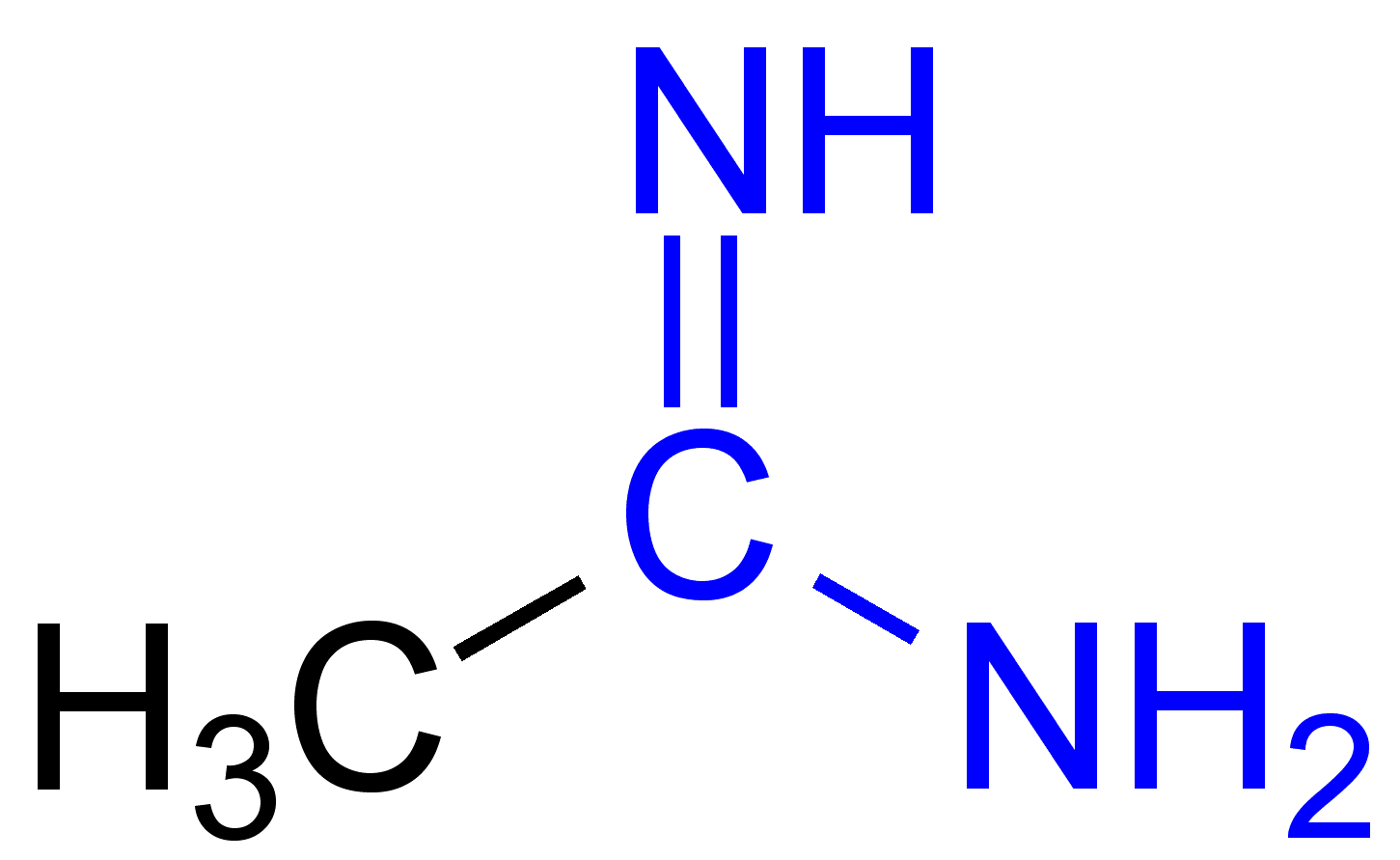
A fórmula esquelética da acetamidina